# Die drei Brunnen
Die drei Brunnen (auch: Dreibrunnenquelle) sind eine Brunnenanlage in Darmstadt.
Südlich des heutigen Hofgut Oberfeld befindet sich die Dreibrunnenwiese und nördlich des Woogs befindet sich die Dreibrunnenstrasse.

## Geschichte und Beschreibung
Im Jahre 1568 wurde die Quelle des Meiereibachs (ein Zufluss des Darmbachs) neben der Hofmeierei gefasst.
Die Quelle speiste einst die Dreibrunnenleitung.
Die Dreibrunnenleitung war die wichtigste Wasserleitung im alten Darmstadt.
Die neuen Bronzeplatten an der Brunnenanlage gestaltete der Darmstädter Bildhauer Gotthelf Schlotter.

## Denkmalschutz
Aus baukünstlerischen und stadtgeschichtlichen Gründen ist die Brunnenanlage ein Kulturdenkmal.